# Plymouth Sapporo
La Sapporo è un'autovettura mid-size prodotta dalla Plymouth dal 1977 al 1983.

## Storia
Il modello era una variante della Mitsubishi Sapporo. Negli Stati Uniti, infatti, il marchio nipponico non era commercializzato. Alla Sapporo venne affiancata una vettura quasi identica, la Dodge Challenger. Nel modello Dodge erano sottolineate le caratteristiche sportive, mentre in quello Plymouth erano enfatizzate le caratteristiche lussuose.
La Sapporo era dotata di un motore a quattro cilindri da 1,6 L o 2,6 L di cilindrata. Il cambio era manuale a cinque marce oppure automatico a tre rapporti (quest'ultimo era offerto tra le opzioni), mentre la trazione era posteriore. Nel 1981 la vettura subì un restyling.